# Plecia rhinigera
Plecia rhinigera är en tvåvingeart som beskrevs av Hardy 1968. Plecia rhinigera ingår i släktet Plecia och familjen hårmyggor. Inga underarter finns listade i Catalogue of Life.